# Meridiano 21 E
O meridiano 21 E é um meridiano que, partindo do Polo Norte, atravessa o Oceano Ártico, Europa, África, Oceano Antártico, Antártida e chega ao Polo Sul. Forma um círculo máximo com o meridiano 159 W.
Parte da fronteira África do Sul-Botswana é definida por este meridiano.
Começando no Polo Norte, o meridiano 21º Este tem os seguintes cruzamentos:
| País, território ou mar        | Notas |
| ------------------------------ | --- |
| Oceano Ártico                  | |
| Noruega                        | Ilhas de Tavleøya, Nordaustlandet, Bastian Insel, Spitsbergen, Barentsøya e Edgeøya, no arquipélago de Svalbard |
| Oceano Ártico                  | Mar de Barents Mar da Noruega                                                                                   |
| Noruega                        | Ilhas de Skjervøya, Kågen e continente                                                                          |
| Finlândia                      | |
| Suécia                         | |
| Mar Báltico                    | Golfo de Bótnia                                                                                                 |
| Ilhas Åland                    | Numerosas ilhas                                                                                                 |
| Mar Báltico                    | |
| Letônia                        | |
| Mar Báltico                    | |
| Lituânia                       | Istmo da Curlândia                                                                                              |
| Laguna da Curlândia            | |
| Rússia                         | Exclave de Kaliningrado                                                                                         |
| Polónia                        | |
| Eslováquia                     | |
| Hungria                        | |
| Roménia                        | |
| Sérvia                         | |
| Kosovo                         | Território reclamado pela Sérvia                                                                                |
| Macedônia do Norte             | |
| Lago Prespa                    | |
| Grécia                         | |
| Albânia                        | |
| Grécia                         | |
| Mar Mediterrâneo               | Mar Jónico, passa a leste da ilha de Zacinto                                                                    |
| Grécia                         | Ilhas Strofades                                                                                                 |
| Mar Mediterrâneo               | |
| Líbia                          | |
| Chade                          | |
| República Centro-Africana      | |
| República Democrática do Congo | |
| Angola                         | |
| Namíbia                        | |
| Fronteira Botswana-Namíbia     | |
| Botswana                       | |
| África do Sul                  | |
| Oceano Índico                  | |
| Oceano Antártico               | |
| Antártida                      | Terra da Rainha Maud, reclamada pela Noruega                                                                    |